# Rudi van Houts
Rudolphus Antonie Cornelis van Houts –conocido como Rudi van Houts– (Luyksgestel, 16 de enero de 1984) es un deportista neerlandés que compitió en ciclismo de montaña en la disciplina de campo a través. Ganó una medalla de bronce en el Campeonato Europeo de Ciclismo de Montaña de 2009, en la prueba de relevo mixto.

## Palmarés internacional
| Campeonato Europeo | Campeonato Europeo        | Campeonato Europeo | Campeonato Europeo         |
| Año                | Lugar                     | Medalla            | Competición                |
| ------------------ | ------------------------- | ------------------ | -------------------------- |
| 2009               | Zoetermeer (Países Bajos) | Medalla de bronce  | Campo a través por relevos |